# Hydnophytum spathulatum
Hydnophytum spathulatum är en måreväxtart som beskrevs av Theodoric Valeton. Hydnophytum spathulatum ingår i släktet Hydnophytum och familjen måreväxter.
Artens utbredningsområde är Moluckerna. Inga underarter finns listade i Catalogue of Life.